# Xoes egeria
Xoes egeria är en skalbaggsart som beskrevs av Francis Polkinghorne Pascoe 1866. Xoes egeria ingår i släktet Xoes och familjen långhorningar.
Artens utbredningsområde är Sarawak. Inga underarter finns listade i Catalogue of Life.